# Voiture à pédales

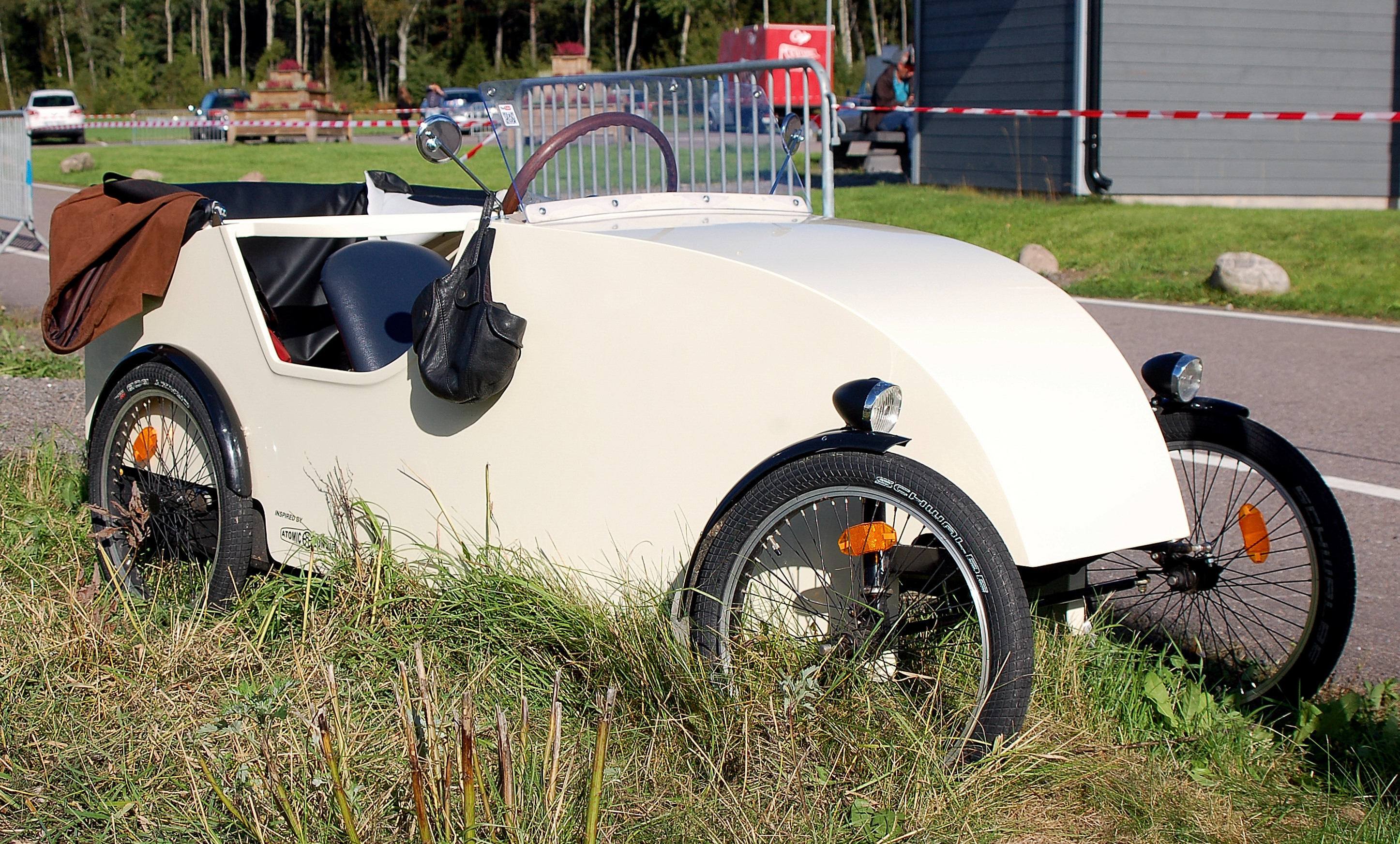
Voiture à pédales Fantomen

Une voiture à pédales est un quadricycle à propulsion humaine, en général à quatre roues. Il existe plusieurs types et traditions assez différents de véhicules à pédales, depuis les voitures pour enfants, ceux à usage festif ou de loisir ainsi que des véhicules se voulant tout à fait utilitaires et fonctionnels.

## Utilisation

### Tourisme et promenade

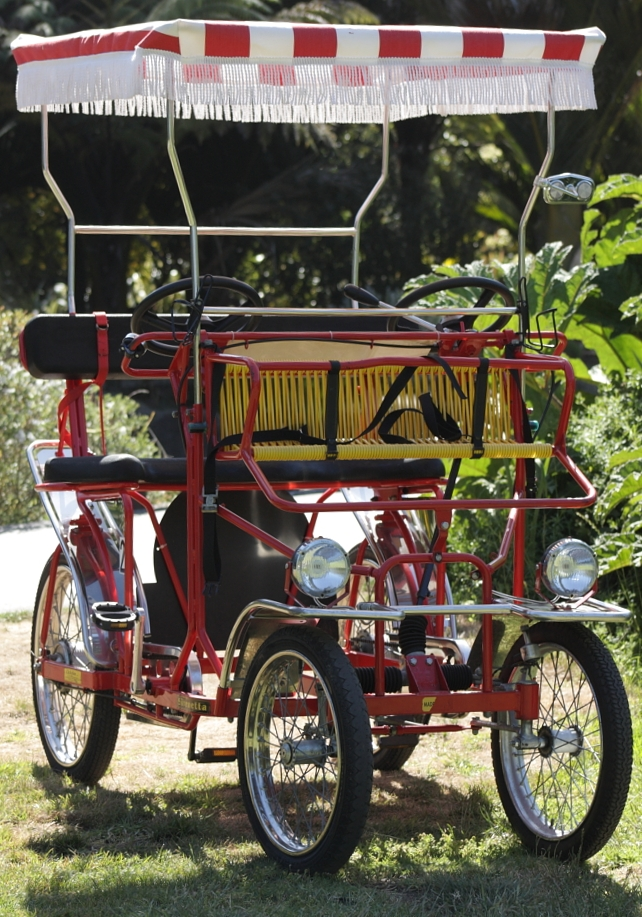
Ciclofan Sirenetta au Jardin botanique de San Francisco.

Les voitures à pédales de type rosalie sont utilisées pour la promenade et la visite des sites touristiques.
Des véhicules plus importants appelés vélos festifs permettent de transporter un nombre plus important de passagers, avec un conducteur.

### Courses et festivités
Les voitures à pédales sont aussi des engins utilisés lors de festivités. Elles assurent un spectacle à travers une compétition qui combine (dans le cas des courses en France) la course et l'apparence des véhicules réalisés.

### Véhicules de déplacement et de transport de passagers

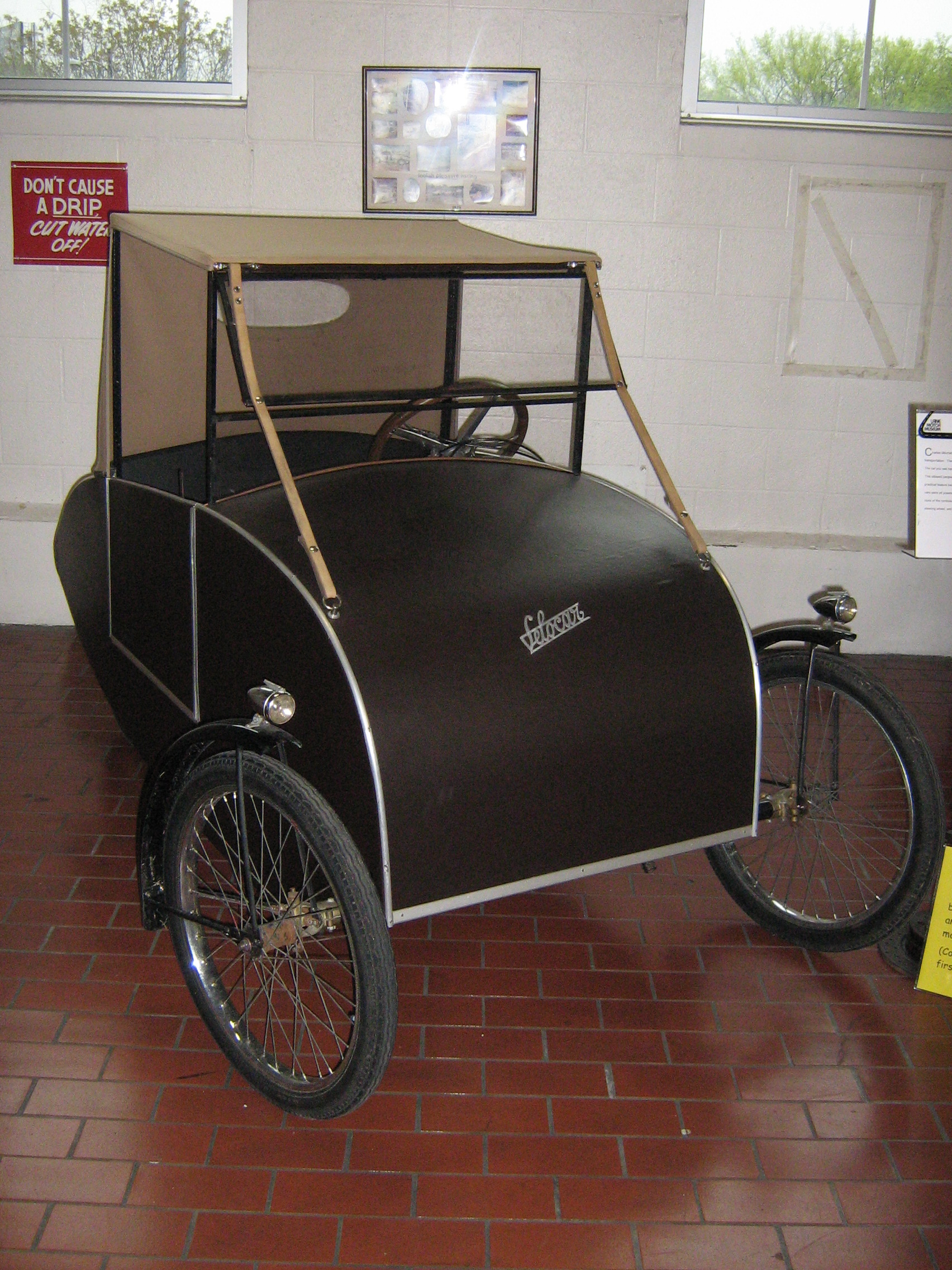
Vélocar.
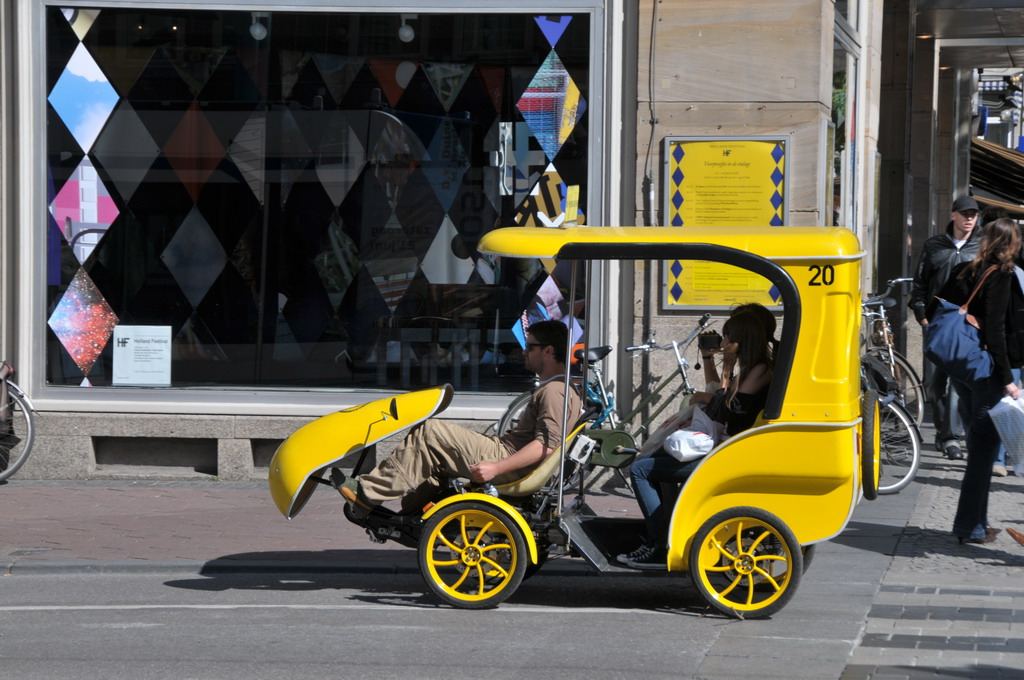
Taxi à pédales à Amsterdam (Pays-Bas).
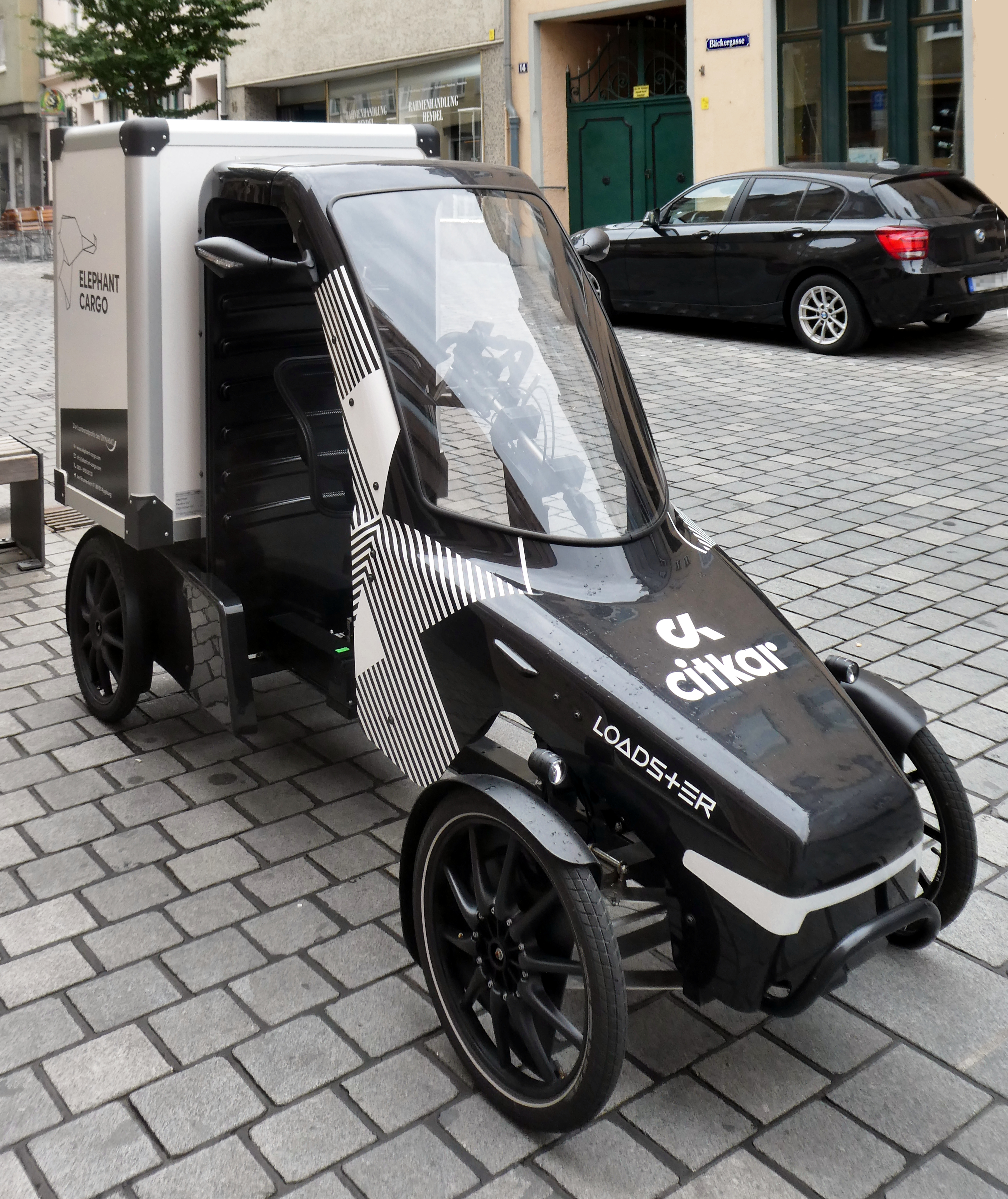
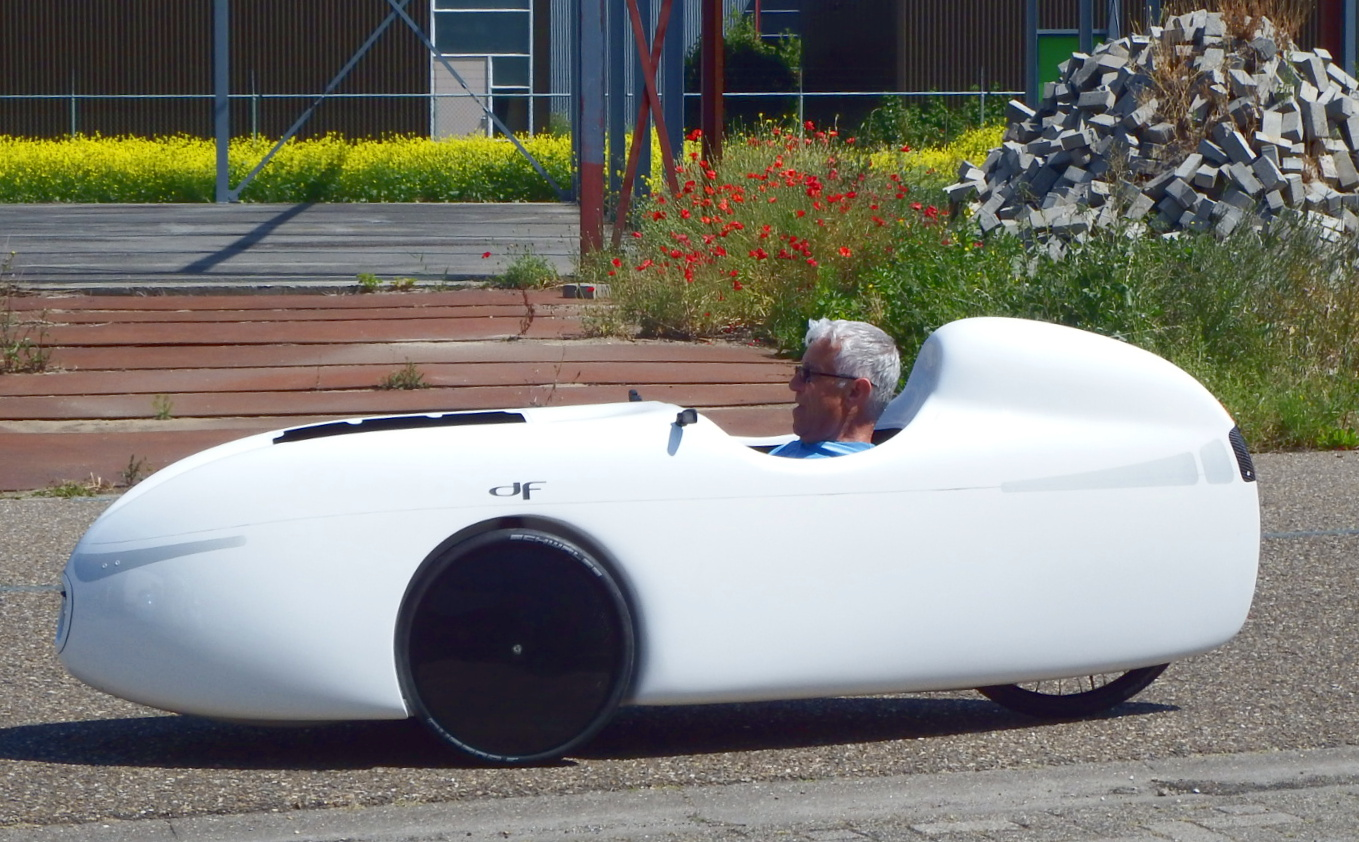
Un vélomobile.
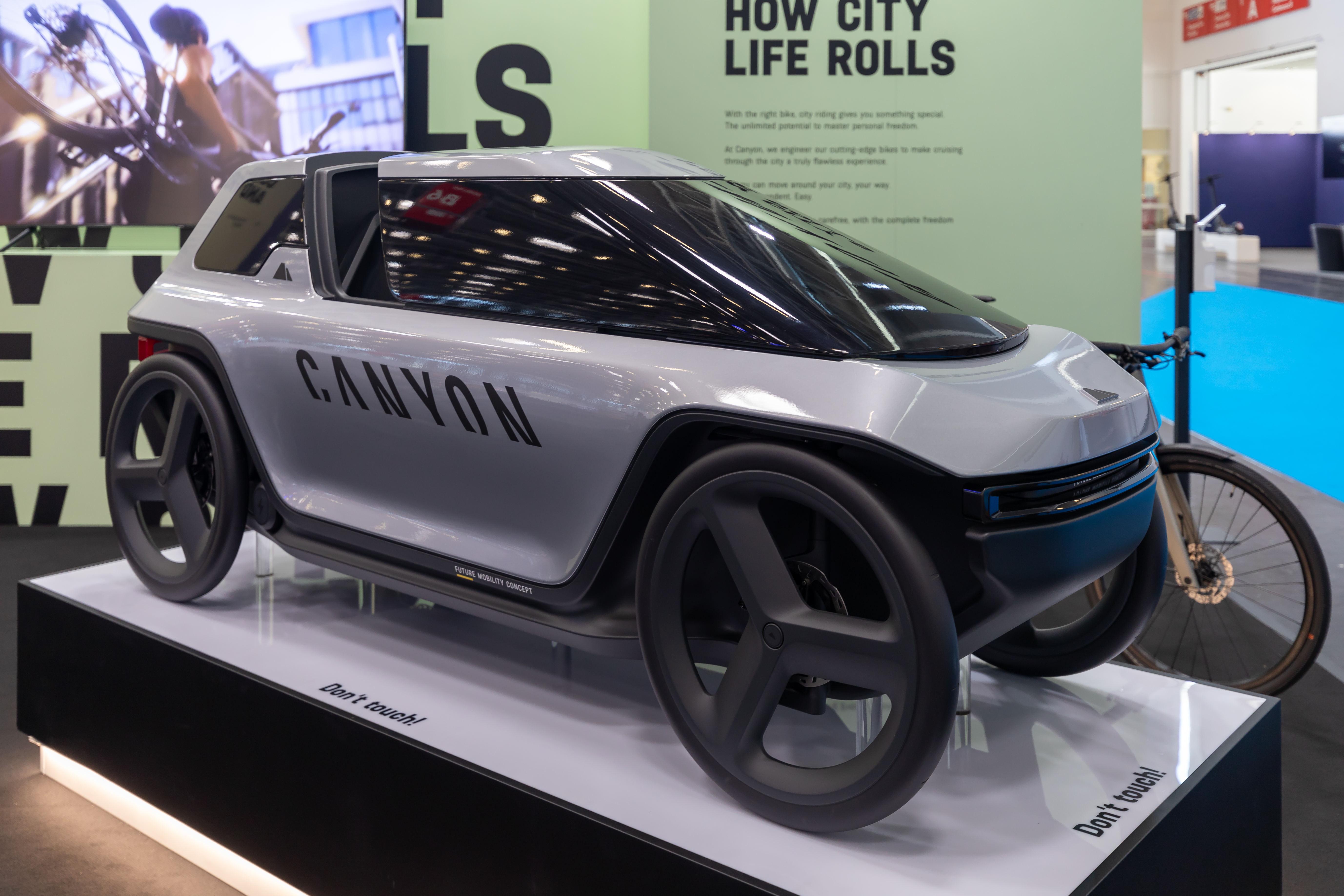
Canyon Future Mobility Concept vélocar.

En 1924, un inventeur français, Charles Mochet conçoit un véhicule à pédales à deux places adultes construit sur une structure en bois, qu’il nomme le « Vélocar ». Environ 6 000 Vélocars furent produits de 1925 à 1950.
Les vélomobiles, conçu pour le déplacement et en général plus rapides que les vélos droits, sont parfois considérés comme des voitures à pédales, ou comme leurs héritiers.
La technique des vélos à assistance électrique a permis l'apparition de quadricycles à pédales utilitaires.

## Voitures pour enfants
Les voitures à pédales pour enfants (d)(Vikidia) sont apparues dès le début de l'automobile. Les constructeurs de véhicules à moteur à explosion ont réalisé, souvent à des fins publicitaires, des voitures adaptées à la taille d’un enfant, et dont le style reprenait celui de leurs modèles. Ces jouets ont été appelés « voiture à pédales » lorsqu’ils pouvaient être propulsés par l’enfant agissant sur des pédales. Cependant, les premiers modèles sont à rameur. Ils apparaissent en France en 1922.

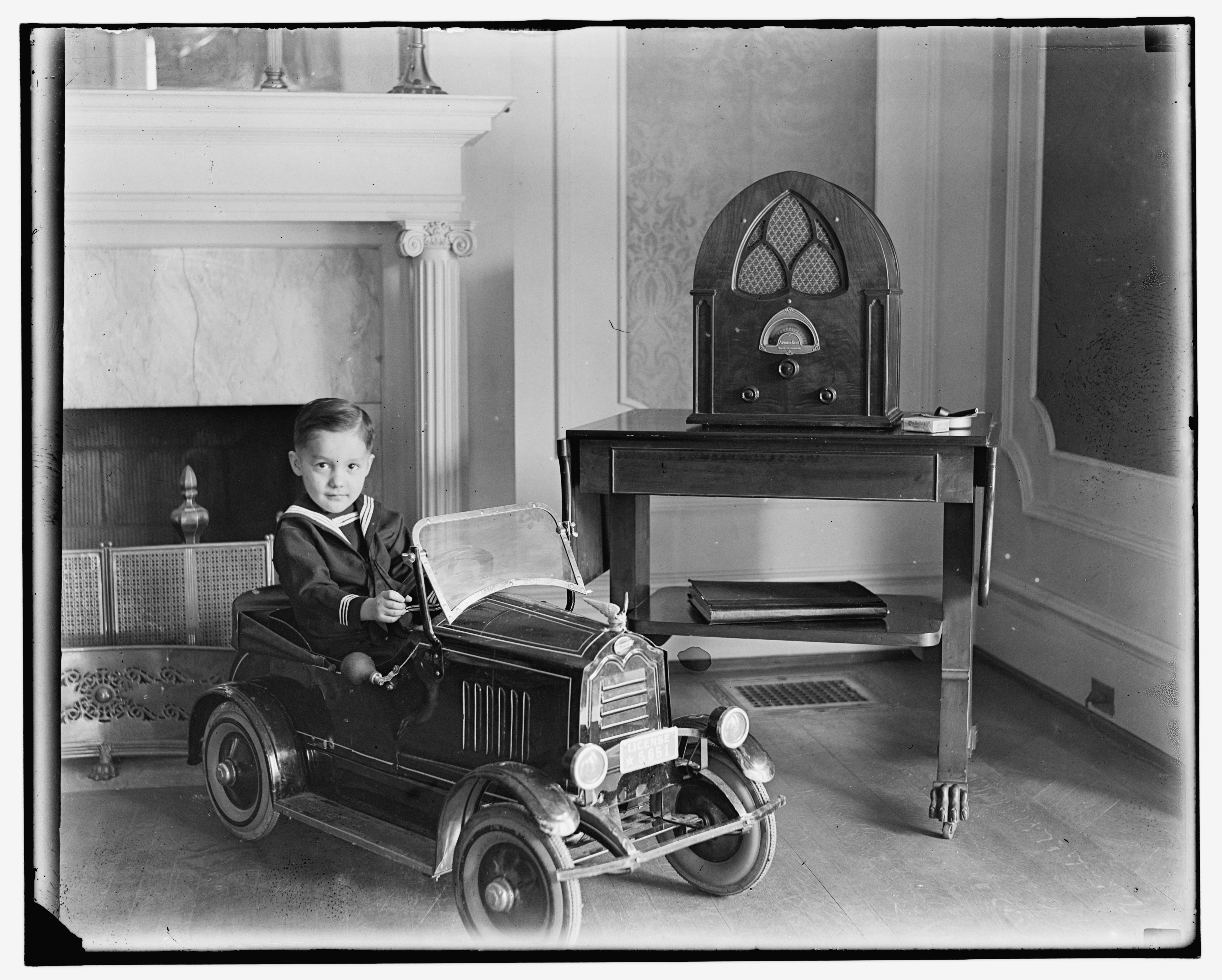
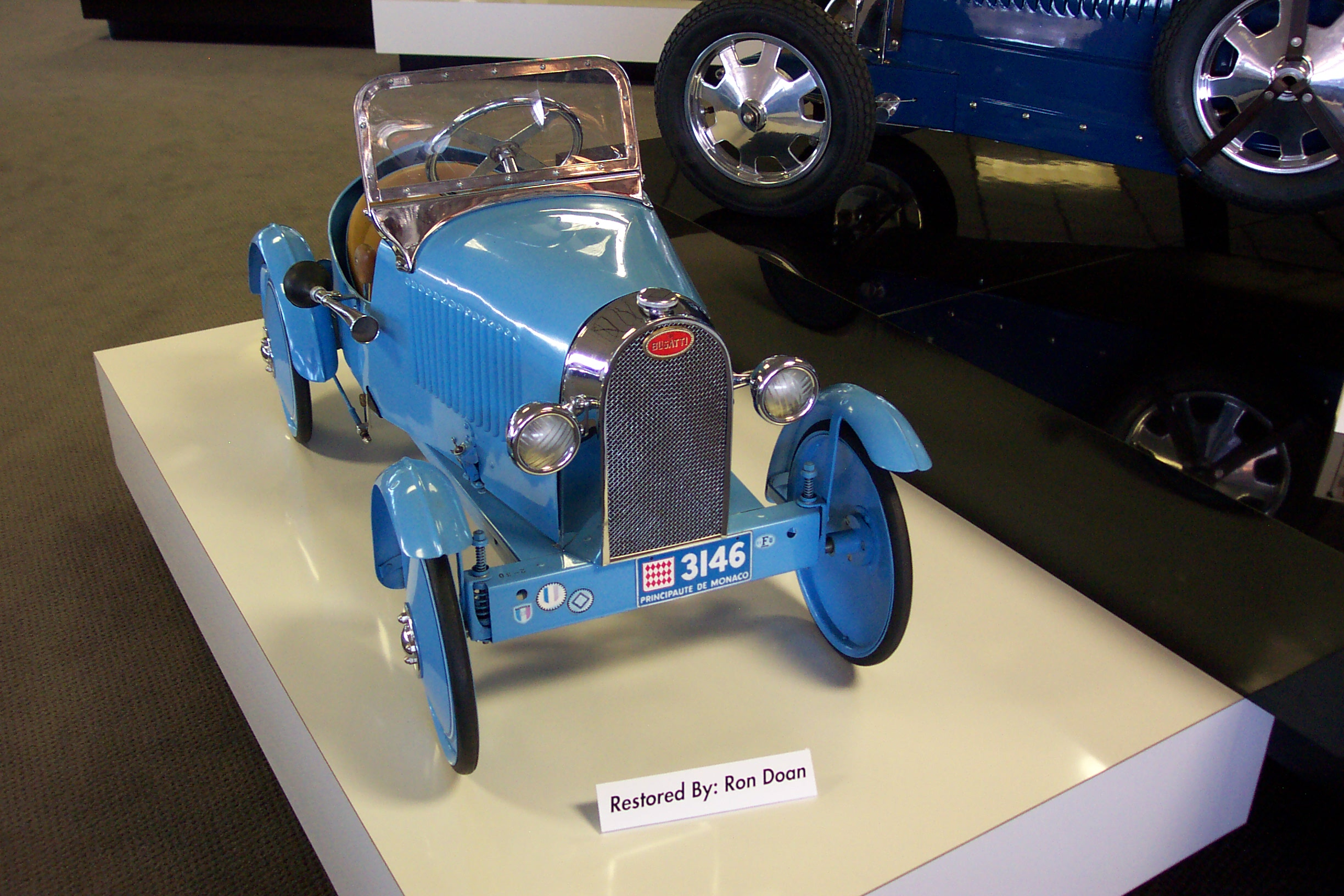
Bugatti
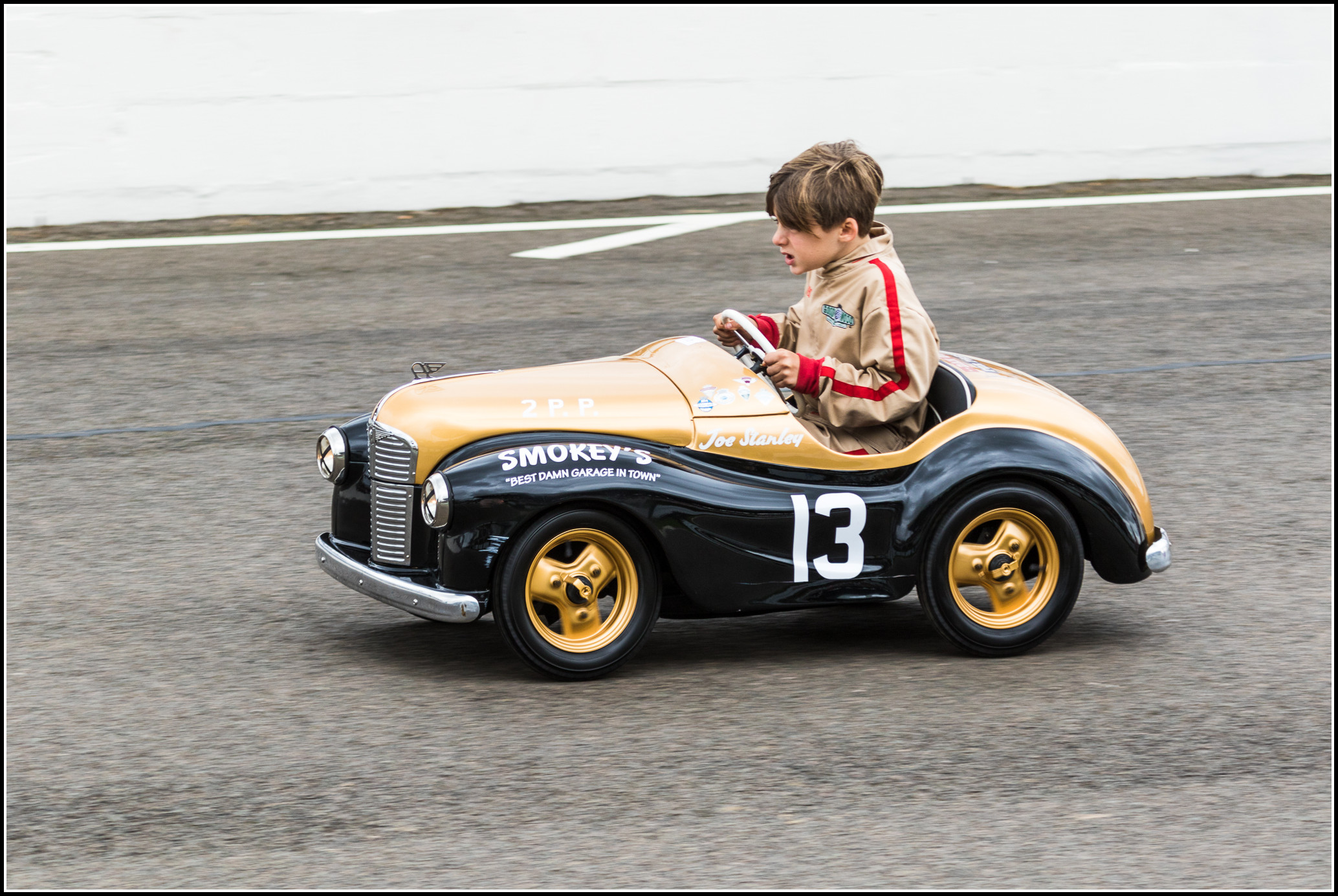
Modèle britannique Austin J40
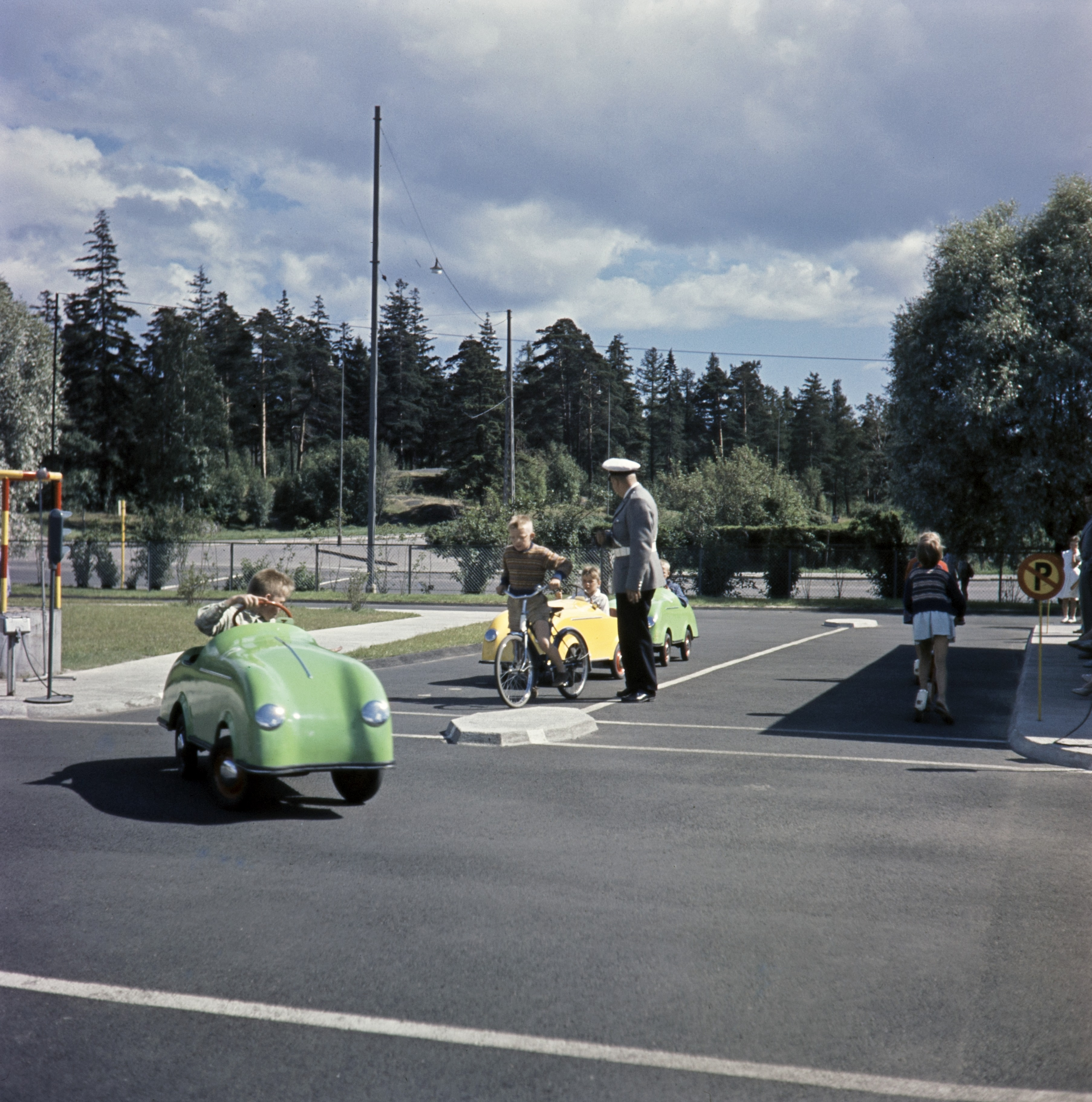
Utilisation lors d'une séance d'éducation routière.

Cette même année 1922, un jeune ingénieur Français, M. Xavier Grandvoinnet, diplômé de l'Ecole des Arts et Métiers, conçoit à la demande de M. Henri-Othon Kratz, pour la marque Euréka, la première voiture à pédales pour enfant, modèle Sport 22, dotée d'un "Moteur mécanique". La Société Eurêka laissera de par le monde une trace indélébile. La firme Kratz-Boussac commercialise des voiturettes à pédales de 1923 jusqu'au début des années 1970.

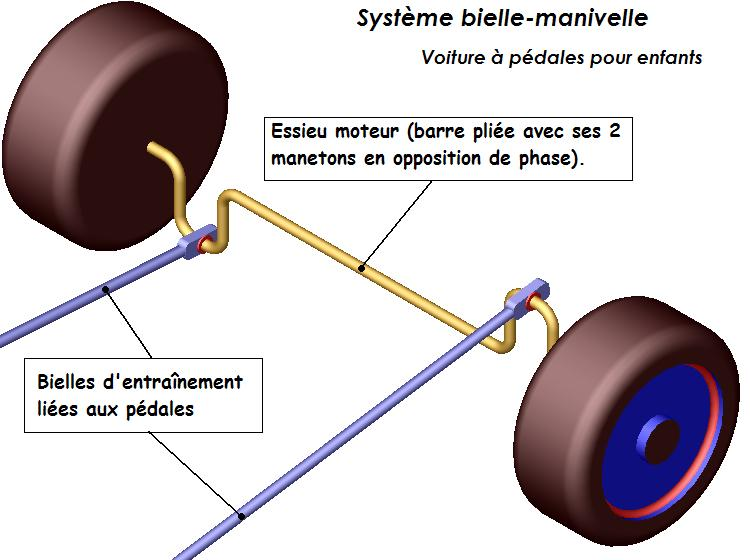
Un des principes de transmission aux roues : la bielle manivelle.

Pour propulser les voitures pour enfant, une technique simple et économique est généralement utilisée pour transmettre l’effort exercé par les pieds sur les pédales : un système de bielle manivelle. Une telle transmission a cependant un mauvais rendement, et les voitures pour adultes, de même que les jouets de qualité, comportent un pédalier et une transmission par chaîne, pédalier et pignon. Les modèles "Sport" fabriqués par la marque de jouets EURÉKA ont tous été équipés d'un "moteur mécanique" (1922-1982). Le modèle Sport-22 à fait l’objet de 3 brevets, de septembre 1921 à décembre 1922. le Grand-Prix pouvait atteindre la vitesse de 30 km/h, grâce à l'unique énergie produite par les jambes de son jeune pilote.